# Mercedes-Benz W906
Mercedes-Benz W906 — второе поколение Mercedes-Benz Sprinter (внутреннее обозначение NCV 3). Дебютировало в апреле 2006 года параллельно с Volkswagen Crafter.
Автомобиль пришёл на смену предыдущей модели Mercedes-Benz W901/5. Сборка автомобилей организована в Дюссельдорфе. Шасси производились в Берлине подразделением Mercedes-Benz Ludwigsfelde GmbH. Позднее их производство было передано в Аргентину. В Китае Mercedes-Benz W906 производился на совместном предприятии между Mercedes-Benz Commercial Vehicle и Xinkai Auto Manufacture Corporation.
Принципиальными отличиями от предшественника являются широкие сдвижные двери. Они открываются как вручную, так и автоматически.
Изначально автомобиль оснащался двигателями внутреннего сгорания OM642, OM646 и M272. В мае 2008 года двигатель M272 был вытеснен двигателем M271, который также работает на газовом топливе. В марте 2009 года двигатель OM646 был вытеснен двигателем OM651.
В сентябре 2014 года автомобиль прошёл фейслифтинг путём замены передней части и добавления некоторых других технологий помощи водителю и опций. Двигатели соответствуют стандарту Евро-6.
С сентября 2016 года грузоподъёмность Mercedes-Benz W906 была увеличена до 5,5 тонн.

## Технические характеристики
| Модель                                          | Двигатель       | Расположение цилиндров | Объём    | Мощность                            | Крутящий момент              | Годы производства |
| ----------------------------------------------- | --------------- | ---------------------- | -------- | ----------------------------------- | ---------------------------- | ----------------- |
| Дизельные двигатели внутреннего сгорания        |                 |                        |          |                                     |                              |                   |
| 209 CDI/309 CDI/409 CDI                         | OM 646 DE 22 LA | R4                     | 2148 см³ | 65 кВт (88 л. с.) при 3800 об/мин   | 220 Н*м при 1600—2600 об/мин | 2006—2009         |
| 210 CDI/310 CDI/510 CDI                         | OM 651 DE 22 LA | R4                     | 2143 см³ | 70 кВт (95 л. с.) при 3800 об/мин   | 250 Н*м при 1400—2400 об/мин | 2009—05.2016      |
| 210 BlueTEC/310 BlueTEC/510 BlueTEC             | OM 651 DE 22 LA | R4                     | 2143 см³ | 70 кВт (95 л. с.) при 3800 об/мин   | 250 Н*м при 1400—2400 об/мин | 2014—05.2016      |
| 211 CDI/311 CDI/411 CDI/511 CDI                 | OM 646 DE 22 LA | R4                     | 2148 см³ | 80 кВт (109 л. с.) при 3800 об/мин  | 280 Н*м при 1600—2400 об/мин | 2006—2009         |
| 211 CDI/311 CDI/411 CDI/511 CDI                 | OM 651 DE 22 LA | R4                     | 2143 см³ | 84 кВт (114 л. с.) при 3800 об/мин  | 300 Н*м при 1200—2200 об/мин | с 06.2016         |
| 213 CDI/313 CDI                                 | OM 646 DE 22 LA | R4                     | 2148 см³ | 95 кВт (129 л. с.) при 3800 об/мин  | 305 Н*м при 1200—2400 об/мин | 2006—2009         |
| 213 CDI/313 CDI/513 CDI                         | OM 651 DE 22 LA | R4                     | 2143 см³ | 95 кВт (129 л. с.) при 3800 об/мин  | 305 Н*м при 1200—2400 об/мин | 2009—05.2016      |
| 213 BlueTEC/313 BlueTEC/413 BlueTEC/513 BlueTEC | OM 651 DE 22 LA | R4                     | 2143 см³ | 95 кВт (129 л. с.) при 3800 об/мин  | 305 Н*м при 1200—2400 об/мин | 2014—05.2016      |
| 214 CDI/314 CDI/514 CDI                         | OM 651 DE 22 LA | R4                     | 2143 см³ | 105 кВт (143 л. с.) при 3800 об/мин | 330 Н*м при 1200—2400 об/мин | с 06.2016         |
| 215 CDI/315 CDI/415 CDI/515 CDI                 | OM 646 DE 22 LA | R4                     | 2148 см³ | 110 кВт (150 л. с.) при 3800 об/мин | 330 Н*м при 1200—2400 об/мин | 2006—2009         |
| 216 CDI/316 CDI/416 CDI/516 CDI                 | OM 651 DE 22 LA | R4                     | 2143 см³ | 120 кВт (163 л. с.) при 3800 об/мин | 360 Н*м при 1400—2400 об/мин | с 2009            |
| 216 BlueTEC/316 BlueTEC/416 BlueTEC/516 BlueTEC | OM 651 DE 22 LA | R4                     | 2143 см³ | 120 кВт (163 л. с.) при 3800 об/мин | 360 Н*м при 1400—2400 об/мин | с 2014            |
| 218 CDI/318 CDI/418 CDI/518 CDI                 | OM 642 DE 30 LA | V6, 72°                | 2987 см³ | 135 кВт (184 л .с.) при 3800 об/мин | 400 Н*м при 1600—2600 об/мин | 2006—2009         |
| 219 CDI/319 CDI/419 CDI/519 CDI                 | OM 642 DE 30 LA | V6, 72°                | 2987 см³ | 140 кВт (190 л. с.) при 3800 об/мин | 440 Н*м при 1600—2600 об/мин | 2009—2014         |
| 219 BlueTEC/319 BlueTEC/519 BlueTEC             | OM 642 DE 30 LA | V6, 72°                | 2987 см³ | 140 кВт (190 л. с.) при 3800 об/мин | 440 Н*м при 1400—2400 об/мин | с 06.2013         |
| Бензиновые двигатели внутреннего сгорания       |                 |                        |          |                                     |                              |                   |
| 216/316                                         | M 271 E 18 ML   | R4                     | 1796 см³ | 115 кВт (156 л. с.) при 5000 об/мин | 240 Н*м при 3000—4000 об/мин | с 2008            |
| 316 NGT                                         | M 271 E 18 ML   | R4                     | 1796 см³ | 115 кВт (156 л. с.) при 5000 об/мин | 240 Н*м при 3000—4000 об/мин | с 2008            |
| 224/324/424/524                                 | M 272 E 35      | V6, 90°                | 3498 см³ | 190 кВт (258 л. с.) при 5900 об/мин | 340 Н*м при 2500—5000 об/мин | 2006—2014         |

1. ↑  513 CDI производится с сентября 2014 года

## Галерея

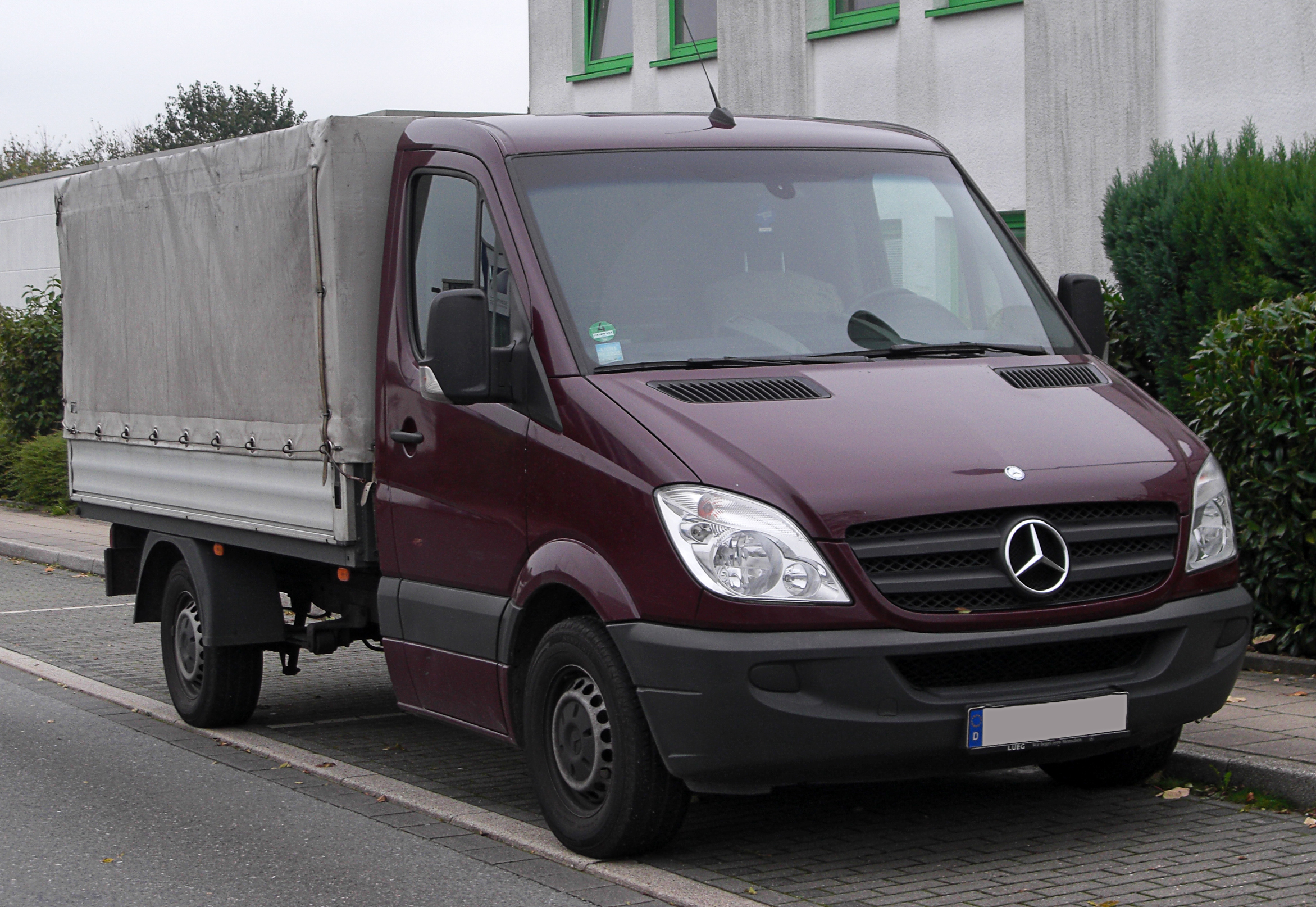
Sprinter Pritsche/Plane
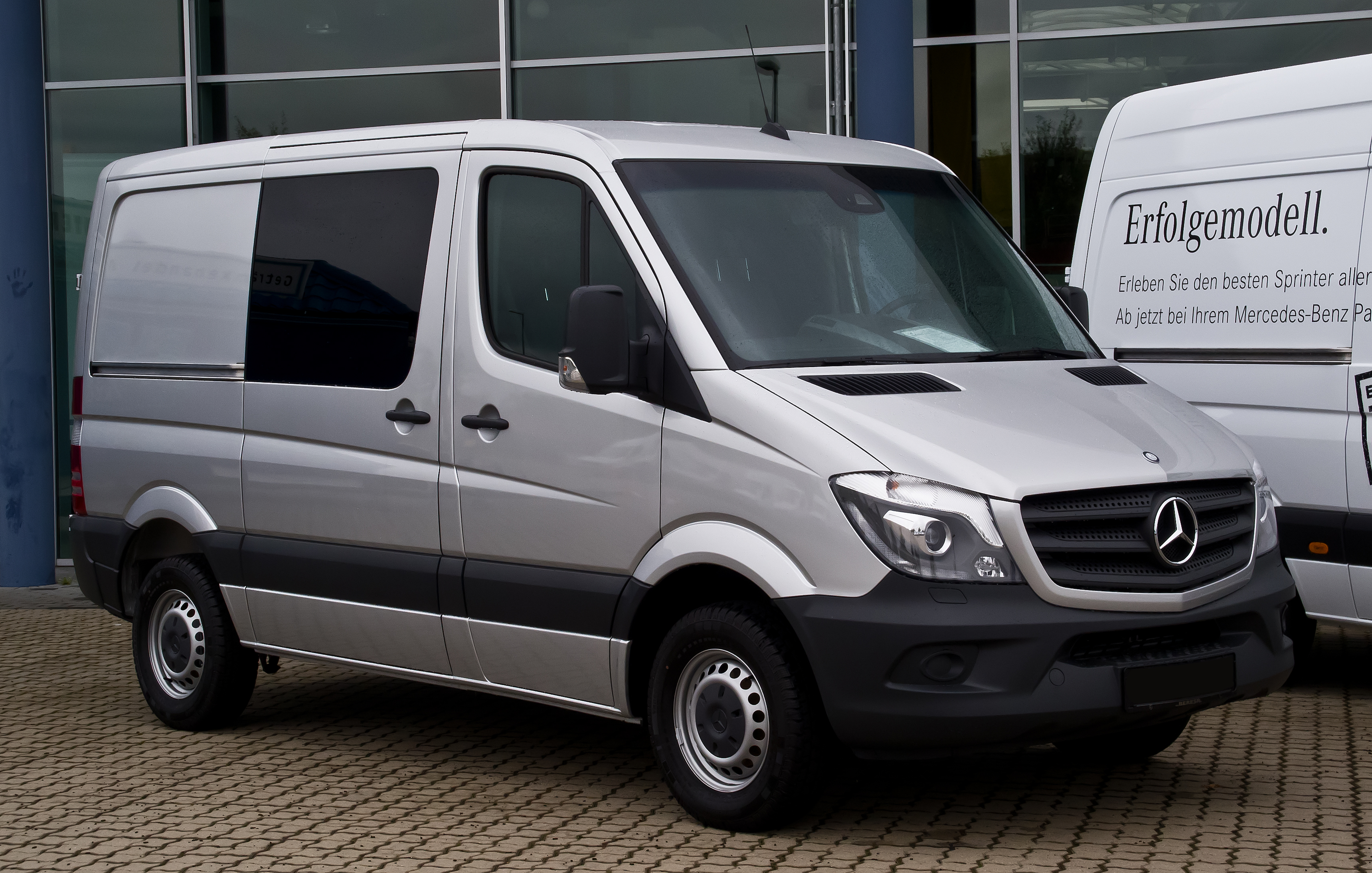
Sprinter Mixto
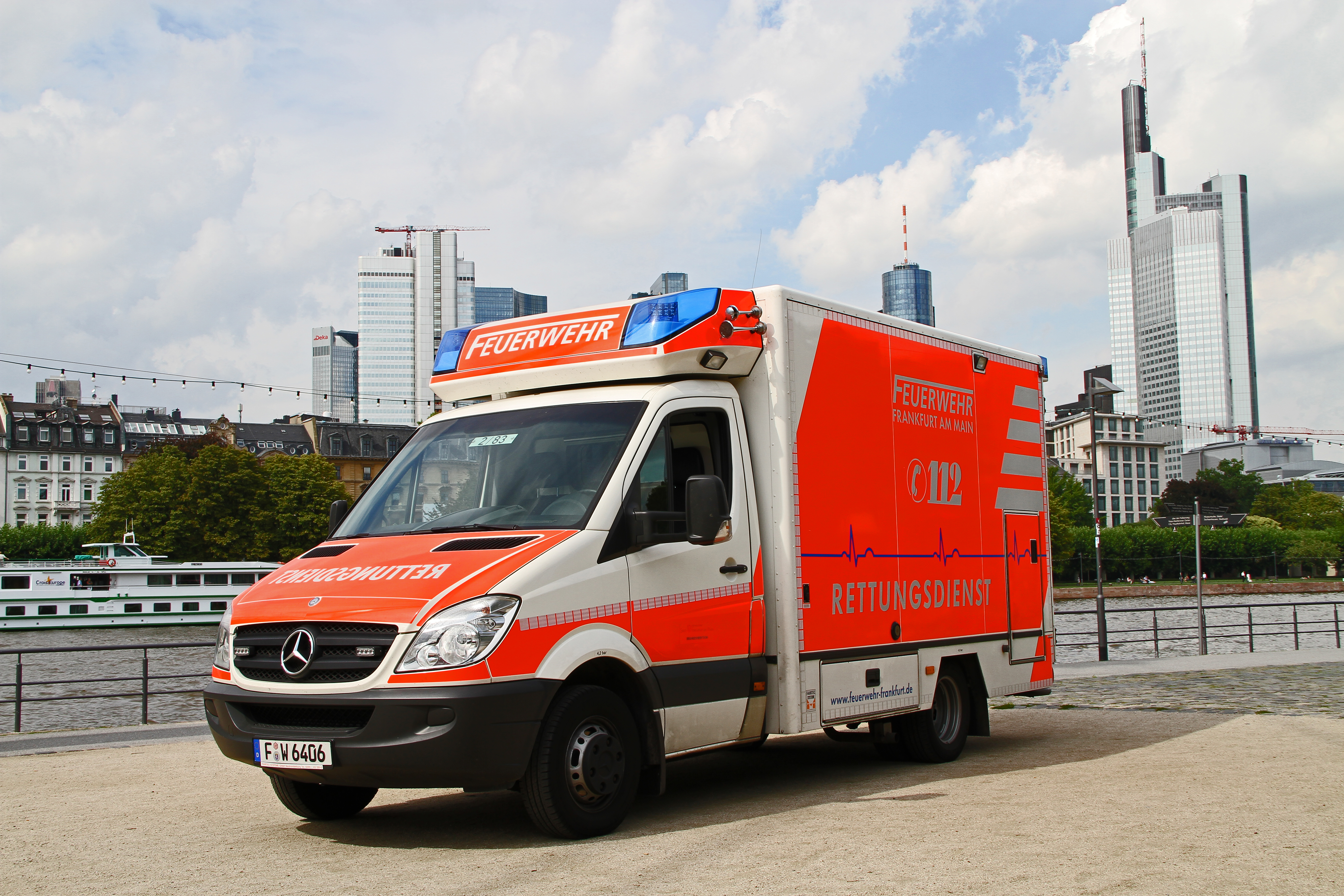
Автомобиль скорой помощи
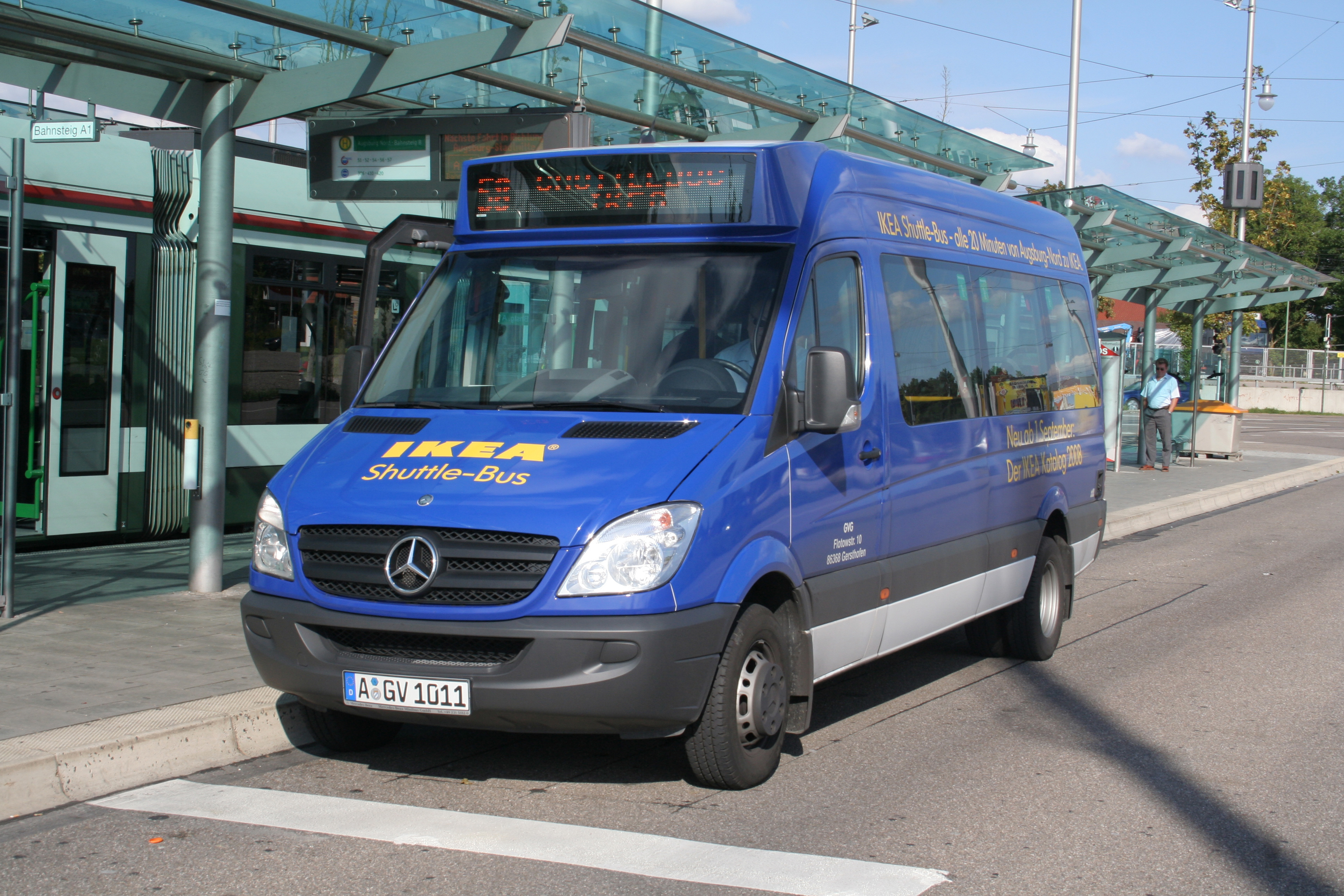
Mercedes-Benz Sprinter City с рекламой IKEA
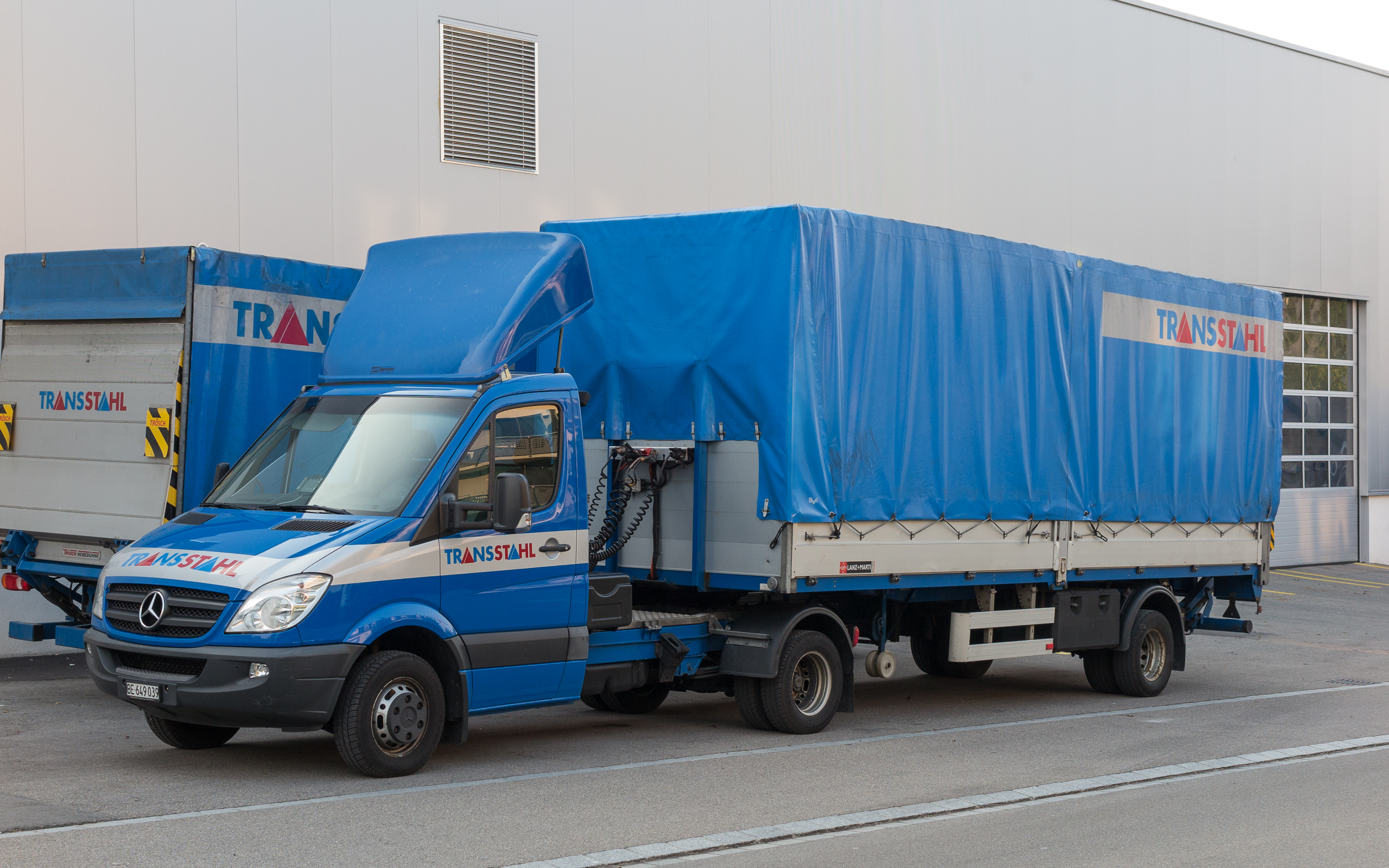
Седельный автопоезд
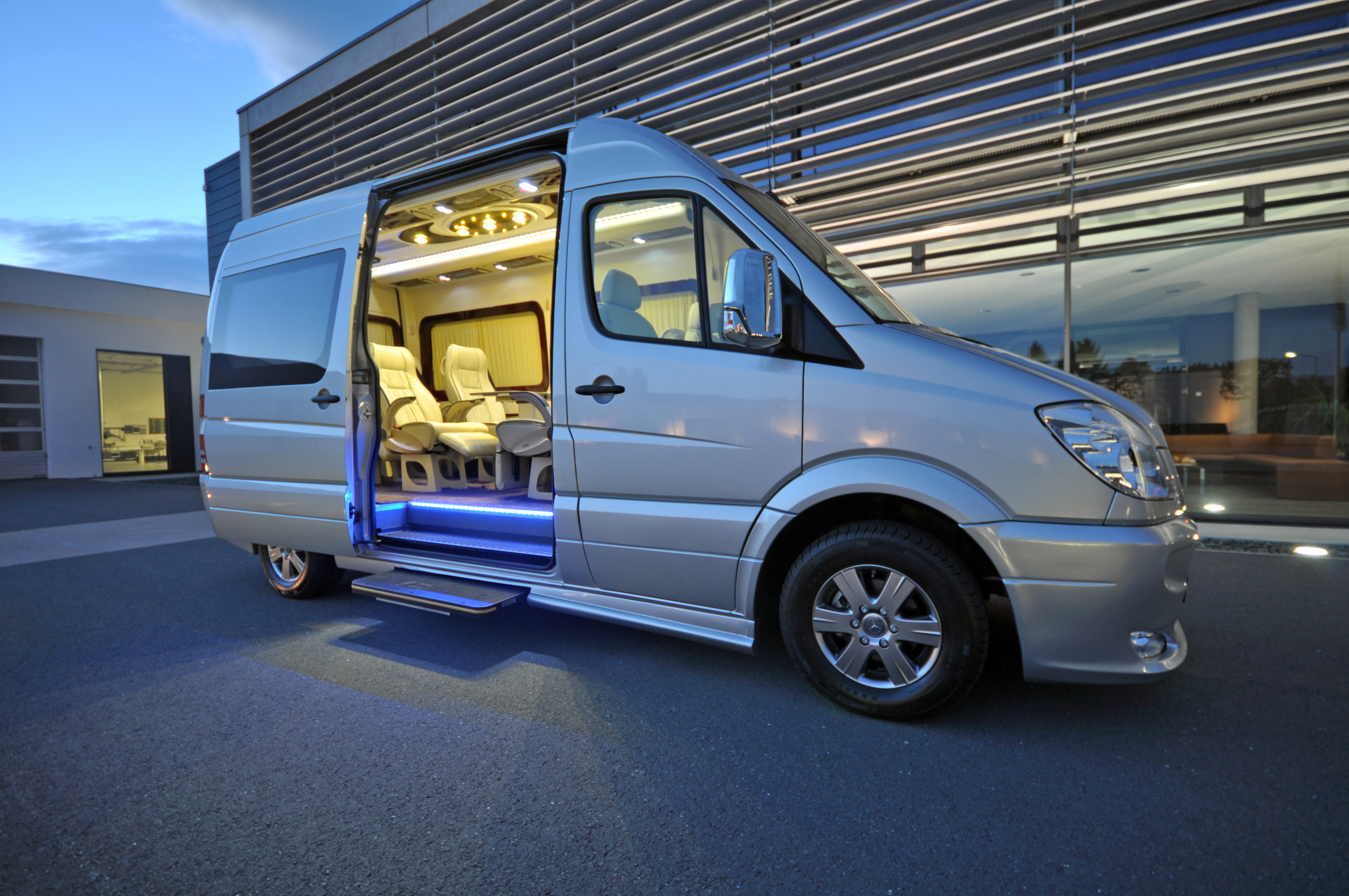
Mercedes-Benz Sprinter Grand Edition
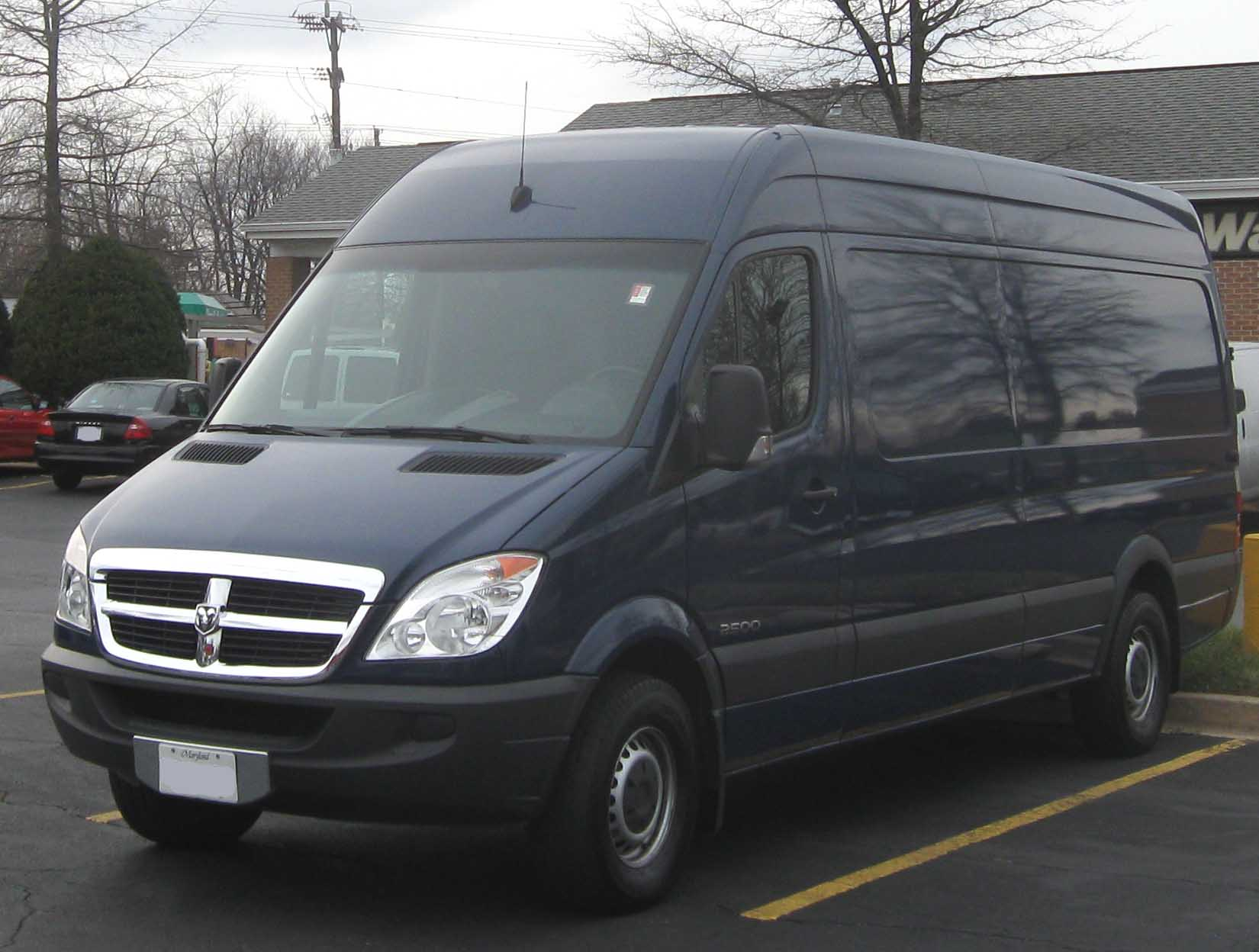
Dodge Sprinter
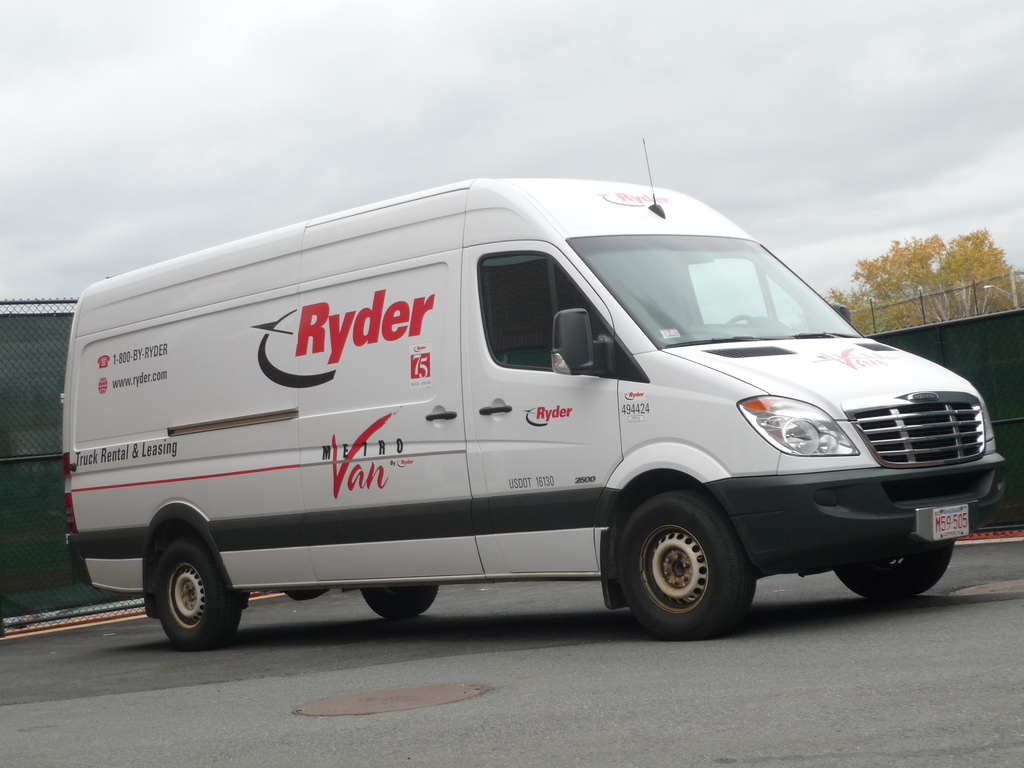
Freightliner Sprinter
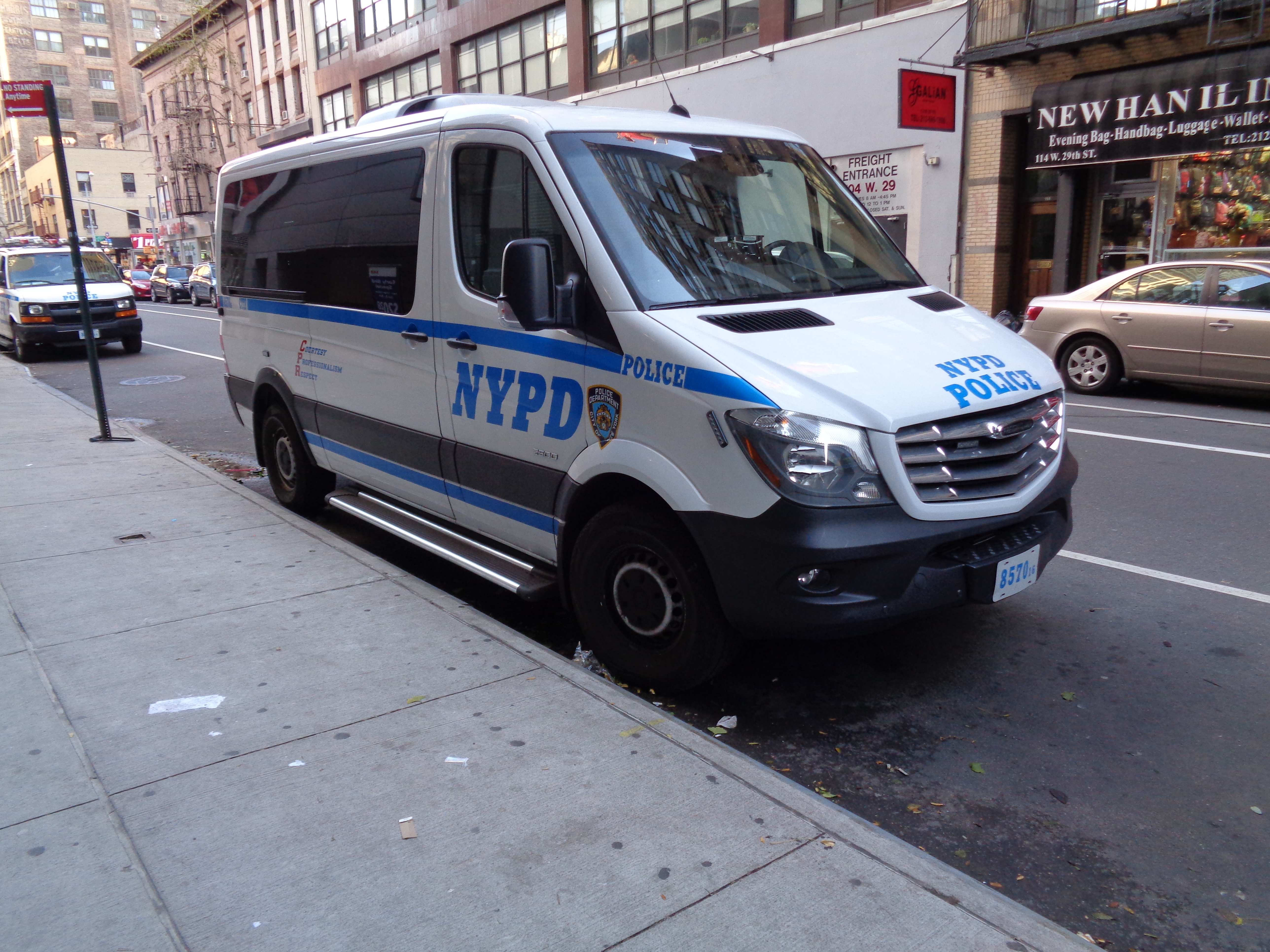
Автомобиль полиции

## Производство в Америке
В Манхэттене был выпущен автобус Mercedes-Benz Sprinter Grand Edition люкс-класса. Отделка салона кожаная, стены покрыты деревом, кресла оборудованы подогревом и массажем. Во втором ряду присутствует холодильник, рядом с ним присутствует мультимедийное оборудование с DVD-проигрывателем, два телевизора, спутниковое радио и аудиосистема с сабвуфером. Салон оборудован беспроводной локальной интернет-сетью Wi-Fi. Автобус оснащён дизельным двигателем внутреннего сгорания OM 642 и автоматической, пятиступенчатой трансмиссией.

## Производство в Китае
Huanghai Raytour, выпускаемый в Китае с 2016 года,  является лицензионным клоном Mercedes-Benz W906 и Volkswagen Crafter. 

## Производство в России
С 2013 года автомобиль производился в России под индексом W909 и названием Mercedes-Benz Sprinter Classic. При разработке был учтён опыт Mercedes-Benz W904. Его производство завершилось в 2018 году из-за проблем с поставками комплектующих.